# Canhão IMI de 120mm
O canhão IMI de 120mm é um canhão de tanque de alma lisa L44 projetado e produzido pela Israeli Military Industries (IMI). É amplamente confundido como uma produção licenciada do canhão de tanque Rheinmetall L44, no entanto, foi desenvolvido pela IMI de 1983 a 1988, para atender aos requisitos do tanque de batalha principal Merkava Mark III das Forças de Defesa de Israel, ou seja, uma montagem mais estreita como no M60, ambos os tanques projetados em torno de um canhão de 105mm.
Foi revelado pela primeira vez em 1989, quando foi mostrado como o armamento principal do Merkava Mark III. Em 1990, o Prêmio de Defesa de Israel foi concedido à Indústria Militar de Israel por esse desenvolvimento, que deu a Israel os meios para produzir canhões de tanque de forma independente.

## Projeto
Este canhão de tanque é muito semelhante às versões Rheinmetall L44 instaladas nos tanques de batalha principais Leopard 2 alemão, M1 Abrams americano, K1A1 sul-coreano e Tipo 90 japonês. No entanto, possui um sistema de recuo diferente, constituído por um retardador concêntrico otimizado e um recuperador pneumático, e dimensões gerais mais compactas, não excedendo as do canhão estriado M68 de 105mm do Merkava Mark I, II e do tanque M60.

## Variantes
Existem três variantes do canhão IMI de 120mm: o MG251, equipado com uma manga térmica desenvolvida pela Vishay Intertechnology e fornecido com um extrator de fumaça que pode ser removido para manutenção sem perturbar a manga real, sua versão melhorada MG251-LR e o MG253, com uma manga térmica desenvolvida pela VIDCO Industries e um novo sistema de recuo de gás comprimido.
Eles disparam uma família de munições desenvolvida pela IMI, podem disparar munição de calibres 120mm OTAN franceses, alemães ou americanos, se necessário, e também disparar o míssil guiado antitanque LAHAT.
- Canhão IMI de 120mm.
- Munições difenentes do canhão IMI de 120mm.
- Chama do cano do canhão IMI de 120mm.
- M60T Sabra Mk II armado com o canhão de alma lisa MG253 de 120mm.

## Operadores

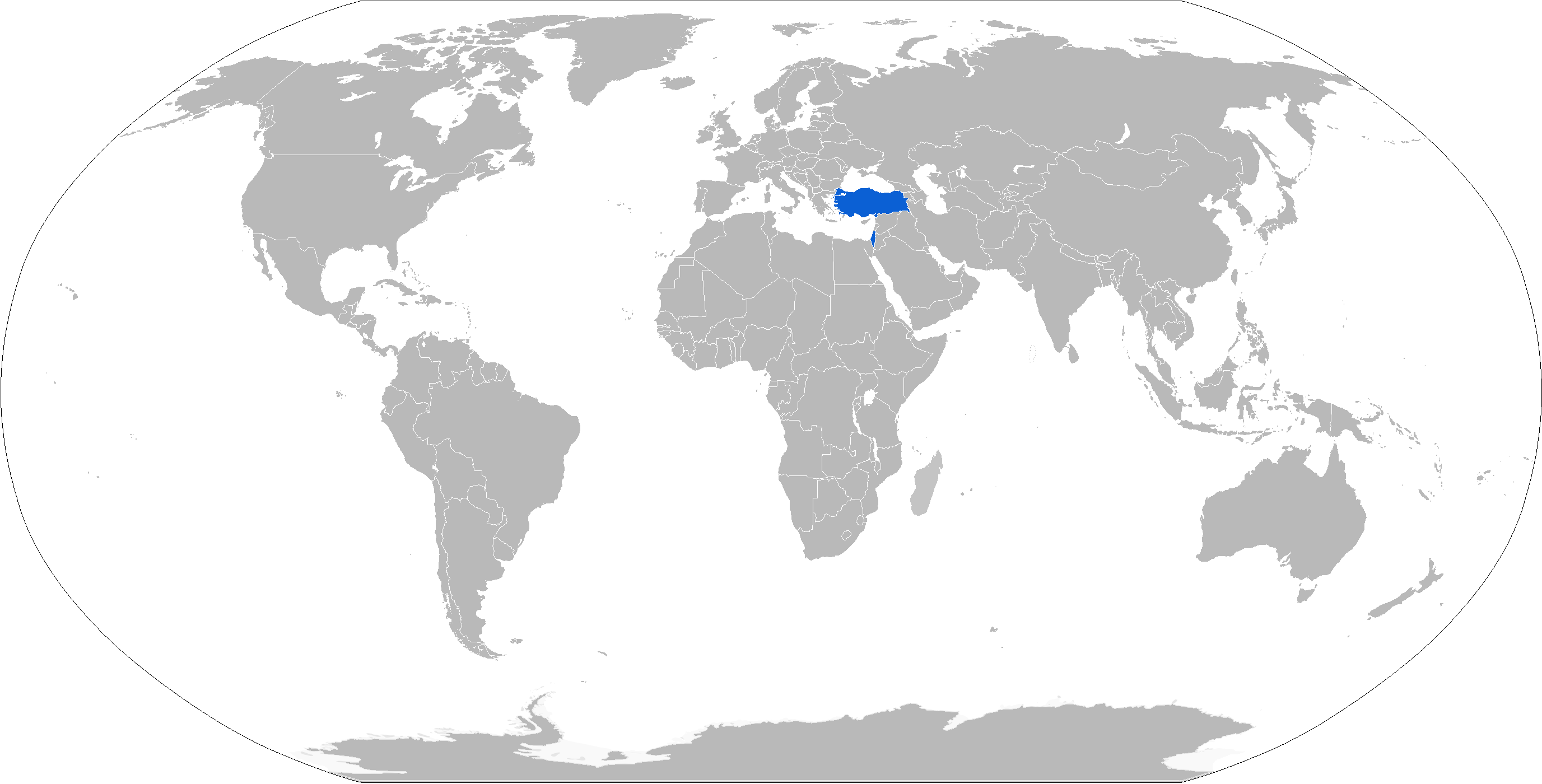
Mapa com operadores do canhão IMI de 120mm em azul

### Operadores atuais
- MG251:
  -  Israel: Merkava Marco III
- MG251-LR:
  -  Israel: Merkava Marcos IV
- MG253:
  -  Turquia: M60T Sabra